# مرض انحلال الدم الوليدي anti-Rhc
المرض الانحلالي ريسوس (سي) لحديثي الولادة (بالانجليزية: (Hemolytic disease of the newborn (anti-Rhc) يتراوح هذا المرض من البسيط إلي إلي الحادة جدا، وهو السبب الثالث لمرض انحلال الدم الوليدي، يعد داء ريسوس السبب الرئيسي لهذا المرض اما الضد المقابل للحمر المستضد k هو ثاني سبب لانحلال الدم الوليدي.
ويحدث بشكل شائع عندما تكون الأم سالبة عامل ريسس.

## الأسباب
قد تتحسس الأم سالبة عامل ريسوس من مستضد عامل ريسس اثناء حملها الأول من جنين موجب عامل ريسوس. تقوم الأم بانتاج غلوبيولين مناعي ج ضد عامل ريسوس، هذا غلوبيولين قادر على المرور عبر المشيمة ودخول الدورة الدموية للجنين. إذا كان الجنين موجوب عامل ريسوس فقد يحدث انحلال مناعي متباين يؤدي إلي انحلال الدم الوليدي. وهذا مشابه لداء الريسوس، حيث تحسس الأم سالبة عامل ريسوس من حملها الأول بجنين موجب عامل ريسوس.
وقد نتجت الاجسام المضادة ضد عامل ريسوس اثناء تبادل الدم بين الام والجنين.

## الوقاية
كانت هناك اقتراحات مفادها تجنب نقل دم ذو عامل ريسوس موجب للنساء في سن الإنجاب أو الفتيات الصغيرات لتجنب احتمالية تكون الأجسام المضادة، ولكن هذا من شأنه أن يُجهد موارد خدمات نقل الدم، كما يُعتبر الكشف عن هذه المجموعات من الدم مُكلفًا اقتصاديًافي وقتنا الحاضر.
ومن المرجح من الناحية النظرية أن تمنع حقن غلوبيولين مناعي ج ضد عامل ريسوس تحسس سطح الخلايا الحمراء الحاملة لعامل الريسوس علي سطحها، مثلما تمنع الأجسام المضادة لعامل ريسوس (رو (دي) الجلوبيولين المناعي) داء ريسوس. ولكن هذه الوسيلة لم يتم تطويرها في الوقت الحاضر.

## تاريخ مرض انحلال الدم الوليدي
إن انحلال الدم للجنين وللاطفال حديثي الولادة هيا ظاهرة ناتجة عن مرور الأجسام المضادة من الأم والتي تتسبب في تدمير الخلايا الحمراء للجنين. الأجسام المضادة قد تحدث بشكل طبيعي كما في حالات الأجسام المضادة ضد المستضدات السطحية (A) و (B)، أو الأجسام الناتجة بعد عملية التحسس.
وتحدث لمناعة المتماثلة عندما يتحسس الجهاز المناعي للأم للمستضد الموجود علي سطح الخلايا الحمراء. ومن أشهر اسبابها نقل الدم، ونزيف الأم والجنين اثناء الحمل. وقد تتسبب عملية الانحلال في فقر الدم، وفرط بيليروبين الدم، وقلة الصفيحات لحديثي الولادة، وقلة الخلايا المتعادلة لحديثي الولادة. أدت الوقاية المناعية لعامل ريسوس إلي الانخفاض الملحوظ في معدلات حدوث مضاد D واصبحت المضادات الخيفي الأخرى هي المسبب الرئيسي لانحلال الدم الوليدي.

## معلومات محددة حول الأجسام المضادة
اظهرت مضادات (C) أو مضادات (c) نتايج سلبية اثناء الفحص ومع ذلك استمرت الاجنة بالتأثر بصورة شديدة. ويجب عمل اختبار كومبس الغير مباشر أيضا.
في حالة مضادات (C)، تفحص الأم الحامل عند الاسبوع 28 من الحمل للتأكد ما إذا كانت قد أنتجت مضادات (E) أيضا.[بحاجة لمصدر]

## التشخيص
تشخيص انحلال الدم الوليدي يعتمد علي عمل تحليل دم لكل من الام والاب وقد تشمل أيضا عمل بزل سلي وأشعة على الشريان الدماغي المتوسط.

### الأم
تعرف الفحوصات التي تجرى للام باسم اختبار كومبس الغير مباشر أو اختبار التراص الغير مباشر، وتخبرنا هذه الفحوصات ما إذا كان مصل الأم يحتوي على اجسام مضادة أو لا. فإذا كانت النتيجة ايجابية يتم التعرف على الأجسام المضادة ومعرفة قيمتها ومعيارها. ارتبط العيار الحرج بخطر كبير وفقر الدم الجنيني والاستسقاء الجنيني. ويعتبر العيار 1:8 أو اعلى حرجا للاجسام المضادة للمستضد (K)، اما العيار من 1:16 أو اعلي فعيتبر امر بالغ الخطورة بالنسبة لجميع الاجسام المضاد الأخرى. فعند الوصول للعيار الحرج، فإن الرعاية تعتمد علي أشعة على الشريان الدماغي المتوسط. فإذا كانت الأجسام المضادة قليلة ثم ارتفعت بصورة مفاجاة في وقت لاحق من الحمل، فإن الأشعة هيا ما ستبررها. أما أذا زادت قمتها إلي أربع أضعاف قيمتها فأنها تعتبر خطرة بغض النظر عن ما إذا تم الوصول للقيمة الحرجة أو لا.
ويجب الإشارة إلى أن معدل الجسام المضادة في مصل الام ليس مفيدا في تحديد اصابة الجنين بفقر الدم، وذلك نظرا لتأثرها في الحمل الأول، فلا يجب الاعتماد عليه في تقديم الرعاية. يتم اختباره شهريا حتى الأسبوع 24، وبعد ذلك يتم كل اسبوعين.
لا يتم متابعة المريضة بالصورة المثالية في حالتين فقط، الأولى في حالة المناعة المتماثلة للمستضد (D)أو (C) أو (c). فقد يحدث انحلال الدم في هؤلاء المرضى بمعيار اقل من 1:16، فإذا كان العيار الأول 1:4 ثابتا ثم ارتفع في الأسبوع 24 من الحمل إلى 1:8، فإن قياس سرعة الدم في الشريان المخي المتوسط هو الأكثر عقلانية. يجب القيام بتحاليل الاجسام المضادة بصورة مستمرة حتى إذا كان المعيار في الأشهر الثلاثة الأولى من الحمل 1:8 وكانت ثابتة أيضا خلال الأشهر الثلاثة الثانية. الحالة الثانية التي لا يجب أن يعامل فيه المريض مثلما يعامل مريض الريسوس هي حالة المناعة المماثلة للمستضد الحمر (K)، لأن العديد من حالات الانحلال الجنيني الحاد للاجسام المضادة (K) تحدث عند قيمة منخفضة.
فيجب على المرأة أن تحمل بطاقة تنبيه طبية أو سوار مدى الحياة بسبب رد فعل نقل الدم إذا كان اختبار كومبس الغير مباشر ايجابيا.

### الأب
يتم سحب عينة الدم من الاب للمساعدة في معرفة مستضد الجنين. فاذا كان الأب متماثل الجينات للمستضد، فهناك احتمال 100% لجميع النسل ان يكونوا حاملين للمستضد وقد يكونوا في عرضة لخطر الإصابة بمرض الانحلال الوليدي. أما إذا كان متباين الجينات، فهناك احتمال 50% من النسل بأن يحمل المستضد. يساعد هذا الاختبار في معرفة الطفل الحالي ويساعد أيضا في اتخاذ القرار في الحمل المستقبلي، مع عامل ريسوس (D) يعرف الاختبار باسم النمط الجيني لعامل ريسوس D، أما في حالة عامل ريسوس (c) أو في حالة المستضد الحمر (K)فإنه يعرف باسم النمط الظاهري للمستضد.

## الجنين
هناك ثلاثة طرق لمعرفة حالة المستضد للجنين، الحامض النووي للخلية الحرة، وبزل السلى، وفحص الزغابات المشيمية. ومن الثلاثة، لم يعد يستخدم فحص الزغابات المشيمي نظرا للخوف من تفاقم استجابة الأجسام الضادة للأمهات. وبمجرد تحديد حالة المستضد للجنين يتم عمل أشعة علي الشريان الدماغي المتوسط لكي يتم تقيم الحالة.[بحاجة لمصدر]
- يستخدم الحامض النووي للخلية الحية في معرفة مستضدات معينة. تؤخذ عينة من دم الأم وباستخدام تفاعل البوليميراز المتسلسل يمكن الكشف عن ألألائل (K) و (C) و (c) و (D) و (E) من الحمض النووي للجنين. هذه الطريقة لا تضر بالجنين، وهي طريقة سهلة للتحقق من حالة المستضد وأيضا معرفة خطر الإصابة بانحلال الدم الوليدي. أثبتت الدراسات دقة هذا الاختبار ويتم عمله بشكل روتيني في الولايات المتحدة في المختبر المرجعي لمجموعة الدم الدولية في بريستول. كما يقوم أيضا مختبر سانكين بأمستردام بهولندا بهذا الاختبار. يتم عمل الاختبار في أي من المختبرين بالنسبة للمرضى في الولايات المتحدة.[11] يتم اختبار التحسس الجيني بواسطة سكينوم "Sequenom" (شركة أمريكية)، لمعرفة حالة المستضد D في الجنين، ولا تقبل الشركة التأمين في الولايات المتحدة. وكان لدى المرضى في الولايات المتحدة وكندا تامينا على الاختبارات عند اجراءها في الخارج.[بحاجة لمصدر]
- بزل السلى هي طريقة مرشحة أخرى لمعرفة حالة المستضد وتشخيص مرض الانحلال الوليدي. ويمكن معرفة حالة المستضد الجنيني مبكرا عند الاسبوع 15، من خلال تفاعل البوليميراز المتسلسل لخلايا الجنين.[2]
- يستخدم أيضا فحص الزغابات المشيمية لمعرفة حالة المستضد، ولكن لايوصى باستخدامه فقد يتسبب في تعرض الأم والجنين لخطر النزف مما يؤدي إلي رفع معيار الاجسام المضادة، ويحتمل أن يتفاقم الوضع.[2]

اشعة على الشريان الدماغي المتوسط  وهي تقيس أقصى سرعة للدم في الشريان الدماغي المتوسط اثناء انقباض القلب، ويعتمد علي هذه الطريقة في معالجة حالة الأم. هذا الفحص لا يضر الجنين حيث يعتمد علي استخدام الموجات الصوتية لقياس اقصى قيمة لسريان الدم الانقباضي في الشريان الدماغي وبحساب المتوسط يتم تحديد القيمة. فإذا كان المتوسط اكتر من 1.5 فهذا مؤشر لفقر الدم الحاد، وينبغي ان تتم المعالجة عن طريق نقل الدم للجنين وهو بداخل الرحم.

## التدخل
هناك عدة طرق للتدخل وتختلف باختلاف مرحلة الحمل، ما إذا كان الحمل مبكرا، أو منتصف الحمل، أو في أواخر الحمل.

### الحمل المبكر
- غلوبولين مناعي وريدي: تستخدم حقن الغلوبيولين المناعي الوريدي في حالات فقدان الجنين، أو إذا كانت قيمة الاجسام المضادة عالية، وأيضا في حالة الاجسام المضادة العنيفة، وفي الحالات التي يمنع فيها الدين نقل الدم. فالغلوبيولين المناعي الوريدي أكثر فاعلية من النقل داخل الرحم.[14] حيث اوضحت الدراسات انخفاض معدل الوفيات إلي 36% في حالة الجمع بين اللطريقتين، فضلا عن النقل داخل الرحم المستقل. فالغلوبيولين المناعي والبلازما قد ينهي احتياجنا للنقل داخل الرحم.[15]
- استخراج البلازما: يهدف الي تقليل قيمة الأجسام المضادة في جسد الام عن طريق الاستبدال المباشر للبلازما.[16] يستخدم استخراج البلازما والغلوبيولين المناعي الوريدي في الأمهات اللواتي عانوا سابقا من الاستسقاء الجنيني وفقد الجنين.[17][18]

### منتصف إلي أواخر الحمل
- نقل الدم داخل الرحم: ويتم إما عن طريق نقل داخل الصفاق أو النقل وريدي[19]، ويفضل النقل الوريدي عن النقل داخل الصفاق. ويتم ذلك حتى الأسبوع 35[6]، أما بعد ذلك فنقل الدم داخل الرحم يعرض الجنين لخطورة كبيرة أكبر من التي يتعرض لها اثناء الولادة.[20]
- ستيرويد: يعطى الستيرويد قبل نقل الدم داخل الرحم، وأيضا في حالة الولادة المبكرة ليساعد على نمو الرئة.[7][20]
- فينوباربيتال: يعطى أحيانا للام للمساعدة في نضج الكبد والتقليل من فرط بيليروبين الدم.[7][21]
- الولاد المبكرة ة: يمكن أن تحدث في أي وقت بعد العمر الذي يؤهل الجنين للعيش.[6] فيتم التحريض علي المخاض إذا كانت الام في الاسبوع 35 إلي الاسبوع 38 عند فشل النقل داخل الرحم.[20][22]

## الفحوصات بعد الولادة
- اختبار كومبس: يتم عمل اختبار كومبس المباشر للجنين للتحقق من الاجسام المضادة الملتصقة بسطح الكريات الحمراء، وتؤخذ العينة من دم الحبل السري.[23] في بعض الحالات تكون النتيجة سلبية ومع ذلك يعاني الطفل من انحلال وليدي حادي.[4]

يجب عمل اختبار كومبس الغير مباشر في حالة الاجسام المضادة ضد مستضد (C) أو ضد مستضد (c) أو ضد (M). يجب البحث عن مستضد M في حالة وجود الاجسام المضادة ضد هذا المستضد، لاستبعاد وجود الانحلال الوليدي.
- هيموغلوبين: يتم فحق هبموجلوبين الجنين عند طريق أخذ عينة من الحبل السري.[23]
- اختبار عد الخلايا الشبكية: ترتفع الخلايا الشبكية للجنين وذلك لانتاج الجنين المزيد من خلايا الدم لمحاربة فقر الدم.[23] عند ارتفاع تعداد الشبيكيات فهذا ينفي حاجة الطفل لمزيد من نقل الدم.وقد لوحظ انخفاض تعداد الشبيكيات في حالات نقل الدم داخل الرحم والانحلال الوليدي نتيجة لمضادات (k).[5]
- الخلايا المتعادلة: قلة الخلايا المتعادلة هي إحدى مضاعفات الانحلال الوليدي، لذا يجب التحقق من قيمة الخلايا المتعادلة.[3][24]
- الصفيحات الدموية: قلة الصفحيات الدموية هيا إحدى مضاعفات الانحلال الوليدي، لذا يجب التحقق من قيمتها.[3]
- بيليروبين: تؤخذ العينة من دم الحبل السري.[23]
- فيريتين: معظم الرضع المصابون بالانحلال الوليدي يعانون من حمولة مفرطة من الحديد، لذا يجب التحقق من الفريتين قبل إعطاء الرضيع أي حديد.[25]
- اختبارات فحص حديثي الولادة: يمكن أن يؤثر نقل الدم أثناء الحمل أو بعد الولادة على نتائج الفحص. ومن الموصى بيه الانتطار وإعادة الاختبار بعد 10-12 شهر من النقل السابق. ولكن يمكن فحص الحمض النووي من اللعاب لاستثناء بعد الظروف.

## العلاج
- العلاج بالضوء: يستخدم العلاج الضوئي إذا كان البيليروبين 3 أو أعلى. ويستخدمه الاطباء أيضا إذا كانت قيمة البيليروبين أقل إلي أن تظهر نتائج المختبر.[26]
- غلوبولين مناعي وريدي: استخدم الغلوبولين المناعي الوريدي بنجاح في علاج الانحلال الدم الوليدي، ليس فقط في حالات مضادات D ، بل أيضا في حالات مضادات E.[27] يستخدم الغلوبيولين المناعي للحد من الحاجة الي نقل الدم وطول مدة العلاج بالضوء.[28] وقد اوصت الآب ب " في حالات المناعة المتماثلة المسببة لانحلال الدم، باستخدام الغلوبيولين الوريدي (2جم/كيلو خلال ساعتين)، عند ارتفاع البيليروبين المباشر بالرغم من العلاج بالضوء المكسف، أو إذا كان مستوى البليروبين في الدم أعلى من 2 _ 3 ملغ / دسل من مستوى تبديل الدم. وإذا لزم الأمر يمكن أن تكرر الجرعة كل 12 ساعة (الفائدة تتجواز الضرر). وقد تبين أن الغلوبيولين المناعي y يحد من الحاجة إلى تبديل الدم في حالة داء ريسوس أو انحلال الدم الوليدي ABO.[26]
- تبديل الدم: يتم استخدامه عندما تصل نسبة البليروبين إلى خط الخطر المتوسط أو العالي علي الننونوجرام، الخارطة المقدمة من الاكادمية الأمريكية لطب الأطفال (صورة:4) [26]، وأيضا إذا بلغ البليروبين في دم الحبل السري إالي 4.[29]

## لمضاعفات
- ارتفاع أو الارتفاع المتزايد في البليروبين عند الولادة.[23]
- فرط بليروبين الدم المطول.[23]
- قد يستحث البليروبين الاختلال العصبي.[30]
- الشلل الدماغي.[31]
- اليرقان النووي.[32]
- قلة الخلايا المتعادلة.[3][24]
- قلة الصفيحات.[3]
- فقر الدم الانحلالي (لا يحب أن يعالج بالحديد).[25]
- فقر الدم المتأخر: يمكن أن يستمر حتى 12 اسبوع بعد الولادة.[33][34][35]

## ردود الفعل من نقل الدم
بمجرد أن تمتلك الام اجسام مضادة فهي في خطر كبير بأن تتعرض لردة فعل جراء نقل الدم، لذلك يجب أن تحمل بطاقة تتبيه طبي في جميع الاوقات، وإخبار الاطباء بوجود الاجسام المضادة عندها.
تفاعلات الدم الانحلالية الحادة قد تكون مناعية أو غير مناعية . ردود فعل انحلال الدم المناعي ينتج من الغلوبيولين المناعي M، أو الاجسام المضادة ضد المستضدات السطحية (A) و (B) أو مضادات (A)و (B) معا. عادة ما يؤدي الي انحلال الدم داخل الاوعية الدموية . علي النقيض فإن الاجسام المضادة لريسوس ومستضد الحمر K والاجسام المضادة لغير ABO والغلوبيولين المناعي G غالبا ما يحدث خارج الوعاء الدموي، وتتسبب في قصر عمر الخلايا الحمراء المنقولة، وردود فعل خفيفة نسبيا. وقد يحدث انحلال الدم المناعي في المرضى ذوي الاجسام المضادة التي لا يمكن اكتشافها بالاختبارات الروتينية .